# دین کراوفورد
دین کراوفورد (انگلیسی: Dean Crawford؛ زادهٔ ۲۸ فوریهٔ ۱۹۵۸) قایقران روئینگ اهل کانادا بود.